# Mieleszyn (gmina Bolesławiec)

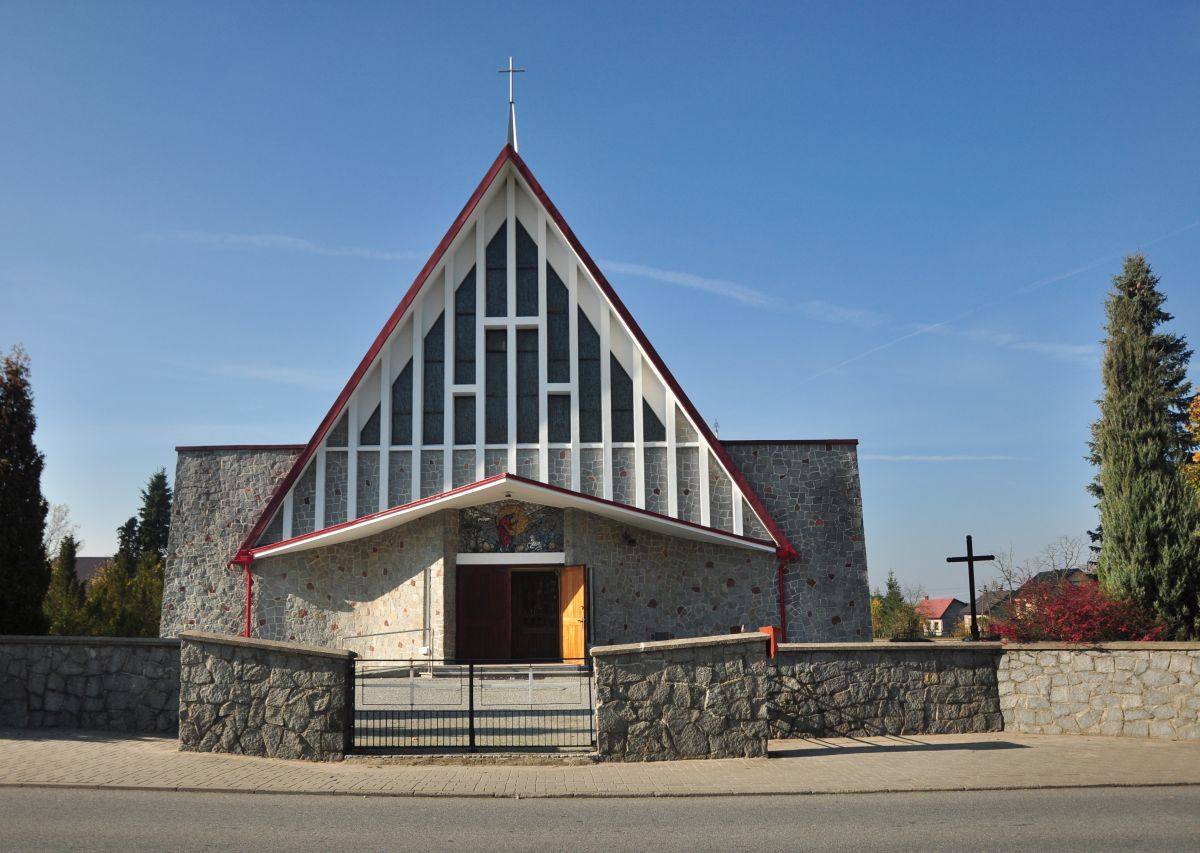
Kościół w Mieleszynie 2015

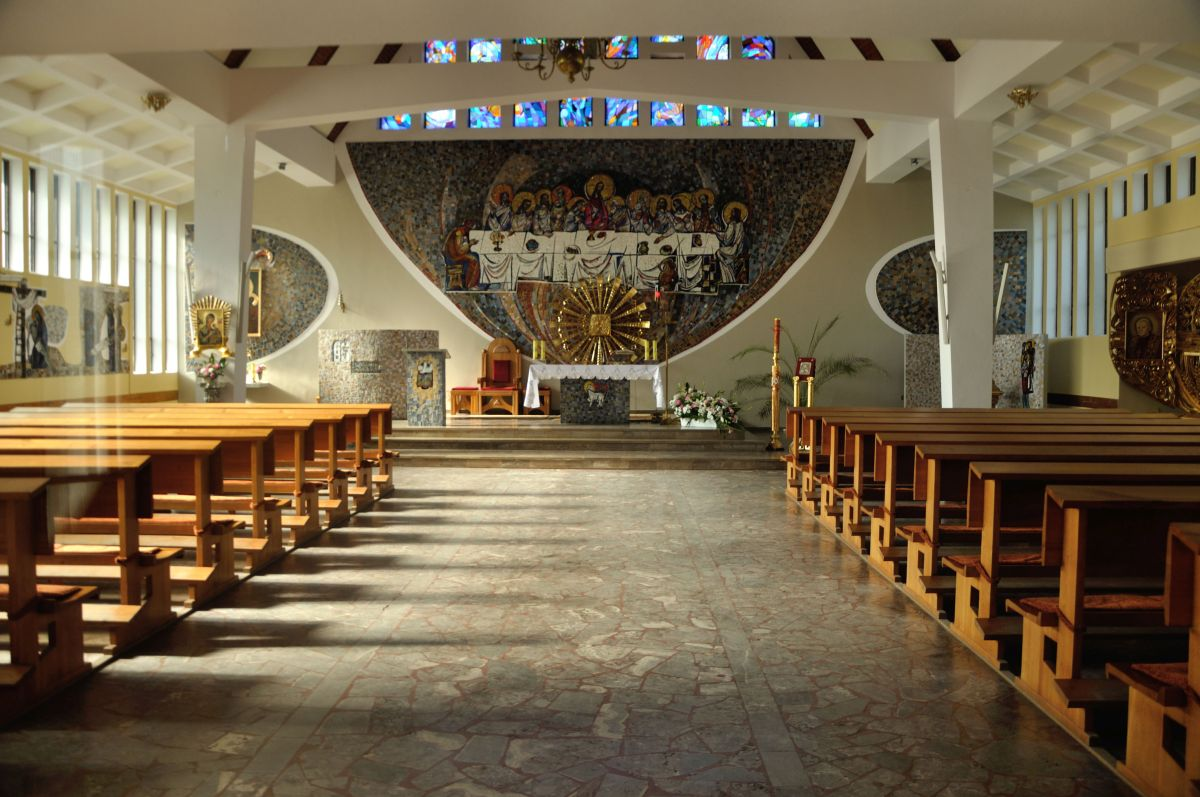
Kościół w Mieleszynie, wnętrze 2015

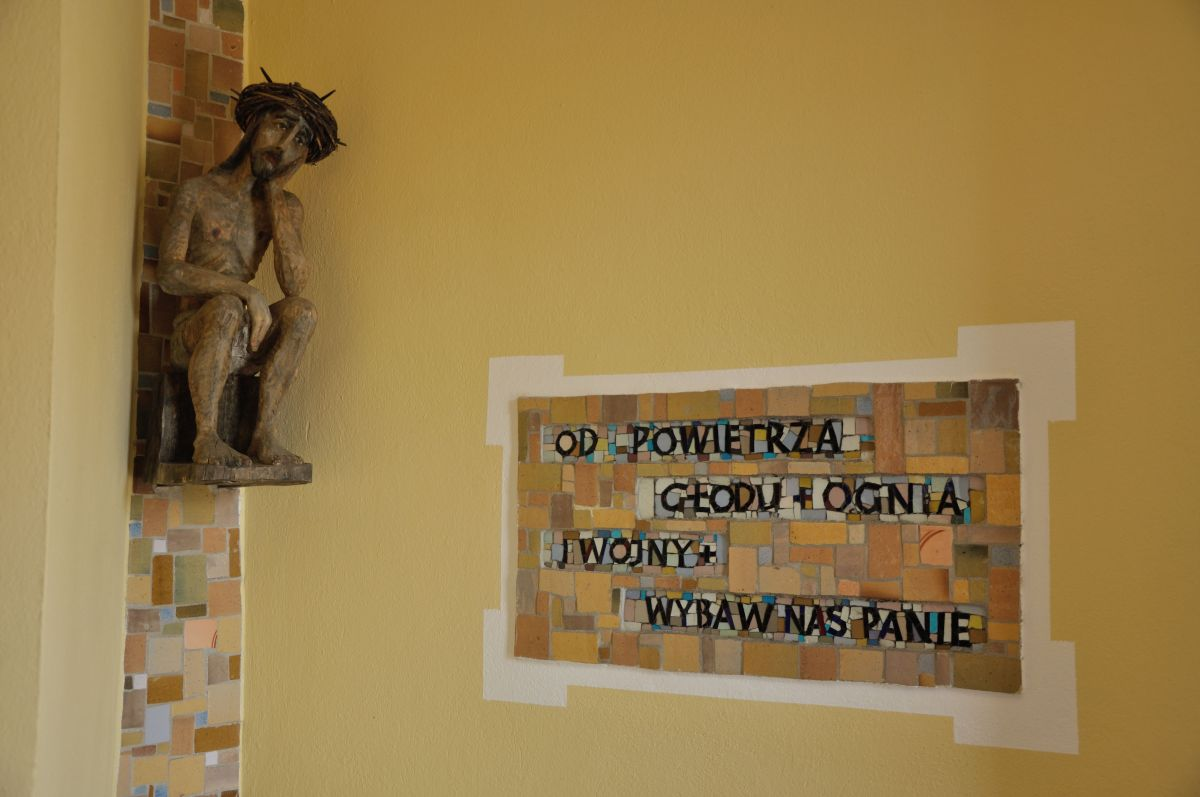
Kościół w Mieleszynie 2015

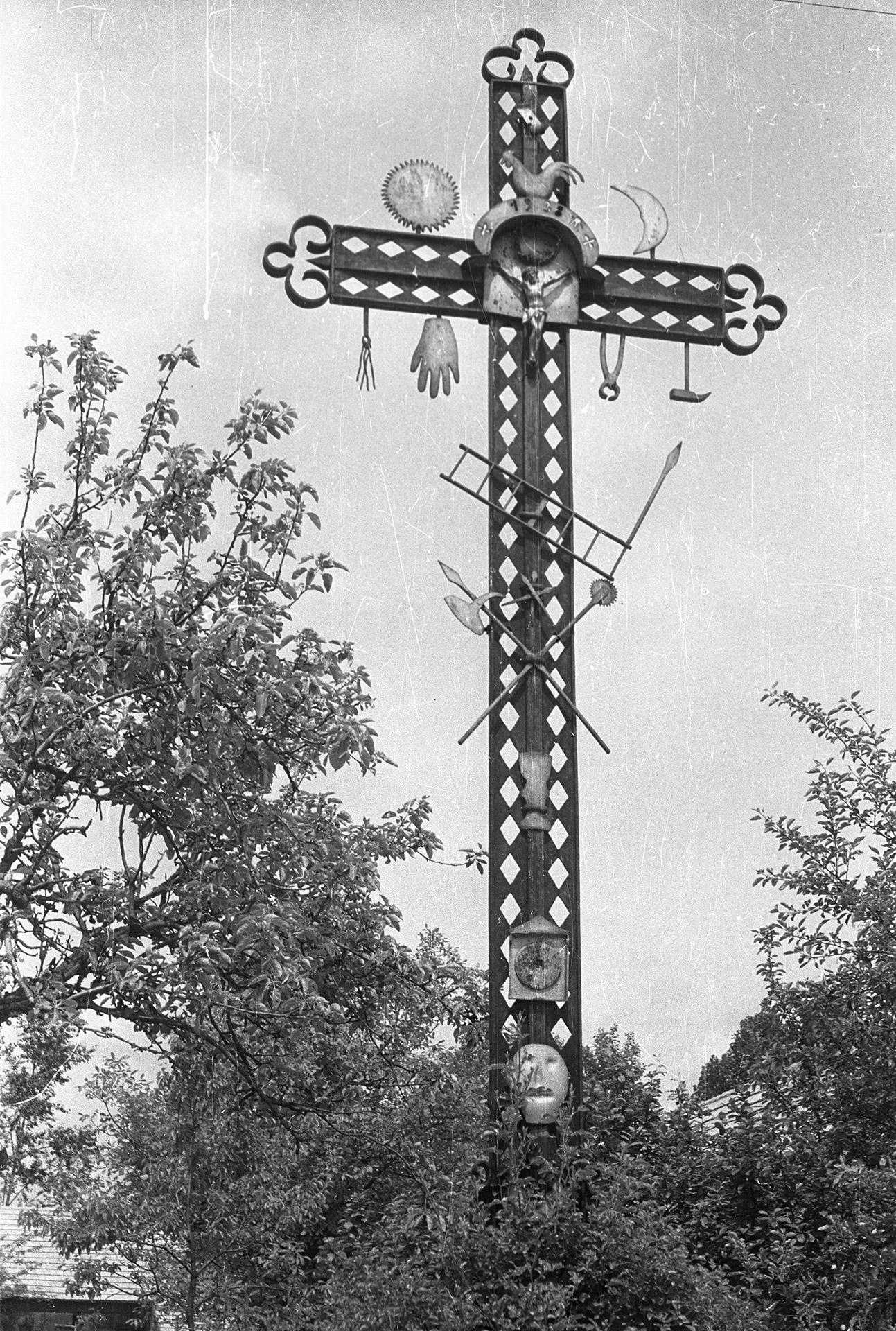
Krzyż przydrożny

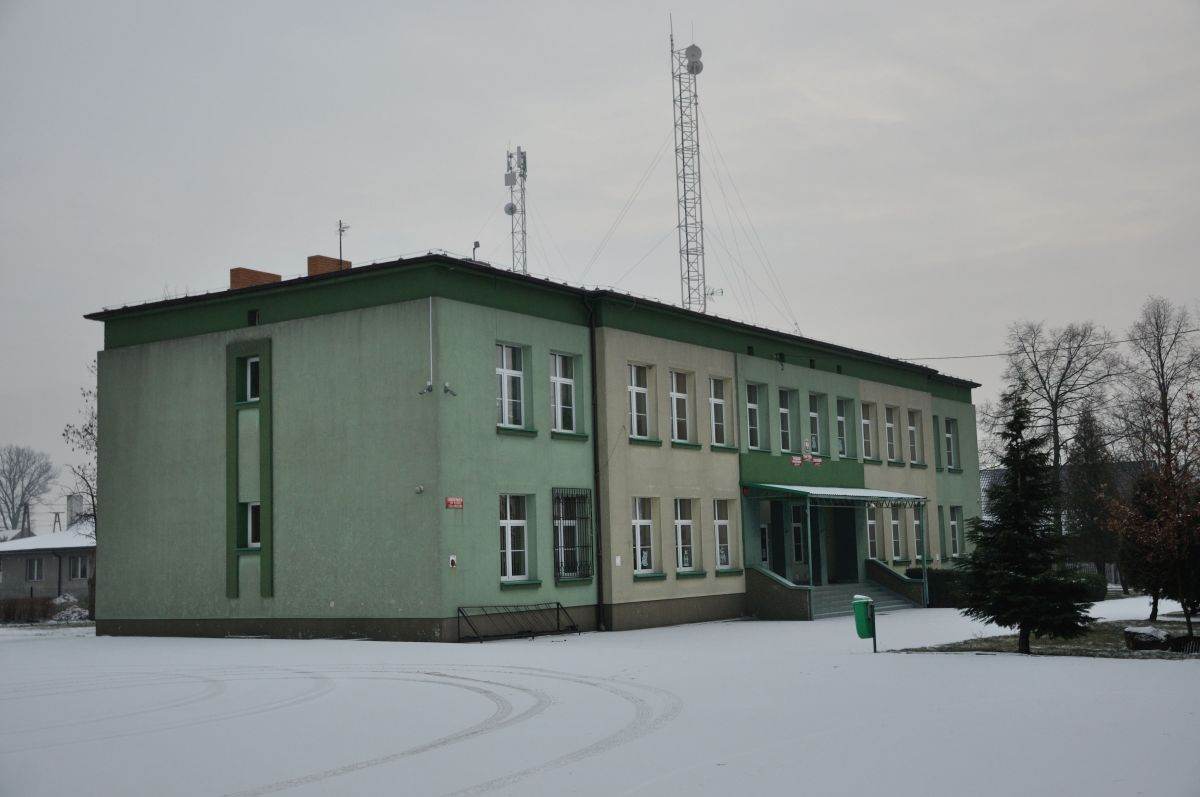
Szkoła Podstawowa w Mieleszynie 2016

Mieleszyn – wieś w Polsce położona w województwie łódzkim, w powiecie wieruszowskim, w gminie Bolesławiec.

## Podział administracyjny i położenie
W latach 1954–1968 wieś należała i była siedzibą władz gromady Mieleszyn, po jej zniesieniu w gromadzie Bolesławiec. W latach 1975–1998 miejscowość administracyjnie należała do województwa kaliskiego.

## Historia
Miejscowość historycznie należy do ziemi wieluńskiej i związana była z Wielkopolską. Ma metrykę średniowieczną i istnieje co najmniej od XIII wieku. Wymieniona w dokumentach zapisanych w 1234 jako „Milesyno”, oraz w 1244 jako „Mileszyn”, kiedy staje się uposażeniem klasztornym.
W 1234 rycerz Iwo nadał należącą do niego część miejscowości klasztorowi cysterek w Ołoboku. W 1245 Wierzbięta i Racława zrzekli się praw do swojej części Mieleszyna na rzecz klasztoru w Łubnicach. Z czasem przez darowizny i wykup stała się ona w całości wsią duchowną, czyli należącą do kleru. W XIII wieku wieś leżała w kasztelanii kaliskiej. W 1249 książę kaliski Bolesław Pobożny przydzielił Mieleszyn do klasztoru w Ołoboku jako jego uposażenie. W 1250 kolejny książę Przemysł I pozwolił klasztorowi w Łubnicach przenieść miejscowość z prawa polskiego na prawo magdeburskie. W 1274 Bolesław Pobożny sprzedał Albrechtowi i Falerkonowi, synom Czesława, część Mieleszyna złączoną z miastem Bolesławcem. W 1277 władca ten zwrócił wieś klasztorowi w Ołoboku, którą zamienił na Białą na okres budowy Bolesławca. W 1356 osadnicy w miejscowości otrzymali 10 lat wolnizny.
W 1499 wieś należała do parafii Mieleszyn, a w 1511 znajdowała się w powiecie wieluńskim. W końcu XVI wieku znajdowała się w Rzeczypospolitej Obojga Narodów i położona była w województwie sieradzkim.
Miejscowość została odnotowana w historycznych dokumentach podatkowych. W 1553 liczyła 5. łanów, a w 1518 – 7. W 1552 mieszkało w niej 17. kmieci z 1 karczmarzem, 2 młynarzami, a sołtysowi podlegało 3 kmieci. W 1520 pleban miał we wsi 2 łany.
Po rozbiorach Polski miejscowość znalazła się w zaborze rosyjskim. Jako kolonia, folwark, majorat oraz osada karczmarska leżąca nad rzeką Prosną w powiecie wieluńskim, gminie Bolesławiec, parafii Mieleszyn wymienia ją XIX wieczny Słownik geograficzny Królestwa Polskiego. W 1827 miejscowość była wsią rządową, w której naliczono 60. domów zamieszkanych przez 455 mieszkańców. W 1885 kolonia liczyła 85. domów oraz 681 mieszkańców, folwark 3 domy i 42 mieszkańców, osada karczmarska 1 dom i 7. lokatorów. Wieś posiadała drewniany kościół parafialny.
W drugiej połowie XIX wieku Mieleszyn wraz z Chróścinem oraz lasami żdżarskiemi stanowił majorat administrowany przez gen. Krasnokuckiego. Stanowił on pierwotnie uposażenie klasztoru cysterek w Ołoboku. Miał on w sumie 3157 morg rozległości w tym 1569 morg lasu.
Ludzie zamieszkujący wieś, utrzymują się głównie z roli.

## Urodzeni w Mieleszynie
- Roman Kmiecik – polski duchowny katolicki, działacz społeczny, wydawca i publicysta, nazywany Blizińskim powiatu tureckiego[6].